# Isabelle Brès
Pour les articles homonymes, voir Brès.
 (mars 2009).
Si vous disposez d'ouvrages ou d'articles de référence ou si vous connaissez des sites web de qualité traitant du thème abordé ici, merci de compléter l'article en donnant les références utiles à sa vérifiabilité et en les liant à la section « Notes et références ».
Isabelle Brès est une présentatrice, journaliste et réalisatrice de télévision française née le 28 septembre 1972, ayant notamment animé Confessions intimes sur TF1. Isabelle Bres vit désormais en Californie.

## Biographie

### Famille, études, journaliste et chroniqueuse
Isabelle Brès est la fille de la journaliste Pierrette Brès. Elle a commencé à la télévision, après des études d’histoire, en tant que journaliste pour l’émission Atout Savoir (La Cinquième). Elle enchaîne l’année suivante avec l’émission Sans aucun doute (TF1) sur laquelle elle est également journaliste et réalise des dizaines de reportages et devient alors chroniqueuse aux côtés de Julien Courbet.
Puis elle continue à réaliser divers reportages pour des émissions comme Succès (TF1) et Les Sept Péchés capitaux (TF1) sur lesquelles elle est également chroniqueuse et en 2000, elle devient rédactrice en chef de La Grande Soirée anti-arnaque qu'elle coanime avec Julien Courbet.

### 2003-2010: écrivaine, productrice, animatrice en télévision et en radio
Elle a présenté l’émission Confessions intimes (TF1), de septembre 2003 à juin 2009. En 2007, Isabelle Brès publie un ouvrage consacré à l’éducation : L’Autorité, mon enfant et moi.
En 2008, elle monte sa société de production, Polca, s’associe avec Kobayashi et produit son premier long-métrage, Ruiflec, le village des ombres, de Fouad Benhammou avec Christa Theret dans le rôle principal d'après le scénario de Lionel Olenga, Pascal Jaubert et Fouad Benhammou.
En septembre 2008, elle s’attaque également à la radio et anime une émission sur Chérie FM. Chaque soir, elle écoute et conseille les auditeurs qui lui livrent leurs problèmes de cœur mais aussi leurs interrogations d’ordre sexuel.
Depuis octobre 2009, elle présente une émission quotidienne sur la chaîne MCE.

### 2010-2015: animatrice sur RTL et TF1, réalisatrice en télévision
En 2010, elle anime Le grand forum RTL tous les soirs entre 21 h et 23 h. En 2011, elle présente un programme court sur TF1 à 20h. À partir du 4 juillet 2011, elle reprend la tranche 21h-23h sur RTL. Depuis mai 2012, elle réalise l'émission « De si belles histoires » sur Equidia Life. La même année, elle sort son premier roman Confessions d'un producteur.

### Depuis 2015: animatrice sur Sud Radio
Depuis 2015, elle anime, sur Sud Radio, l'émission Sud Radio C'est vous.
Depuis 2021, Isabelle Bres vit en Californie. 

### Vie privée
Elle est la mère de deux garçons, le premier, Paul, dont le père est l'humoriste Pascal Sellem, et le deuxième, Camille, dont le père serait Julien Courbet. 